# Ulrica Luísa de Solms-Braunfels
Ulrica Luísa de Solms-Braunfels (em alemão:  Ulrike Louise; Hungen, 1 de maio de 1731 — Bad Homburg vor der Höhe, 12 de setembro de 1792) foi uma nobre alemã. Ela foi condessa de Hesse-Homburgo pelo seu casamento com Frederico IV de Hesse-Homburgo, e mais tarde foi regente em nome do filho, Frederico V.

## Família
Ulrica Luísa foi a filha primogênita de Frederico Guilherme, Príncipe de Solms-Braunfels, e de sua segunda esposa, Sofia Madalena Benigna de Solms-Laubach-Uphte.
Os seus avós paternos foram Guilherme Maurício de Solms-Braunfels e Madalena Sofia de Hesse-Homburgo. Os seus avós maternos foram Carlos Otão de Solms-Laubach-Utphe-Teclemburgo e Luísa Albertina de Schönburg-Waldenburg.
Ela teve quatro meio-irmãos mais velhos por parte do primeiro casamento do pai com Madalena Henriqueta de Nassau-Weilburg, incluindo Fernando de Solms-Braunfels, sucessor do pai. 
Por parte de mãe e pai, teve vários irmãos, entre eles: Amália Leonor, esposa de Carlos Luís, Príncipe de Anhalt-Bernburg-Schaumburg-Hoym, Madalena Sofia, esposa de Vítor Amadeu, Príncipe de Anhalt-Bernburg-Schaumburg-Hoym, Cristina Frederica Carlota, quarta esposa de Simão Augusto, Conde de Lipa-Detmold, etc.

## Biografia
No dia 10 de outubro de 1746, aos 15 anos, a princesa se casou com o seu primo Frederico, de 24 anos, em Hungen, em Solms-Braunfels. Frederico era filho de Casimiro Guilherme de Hesse-Homburgo e de Cristina Carlota de Solms-Braunfels, que era tia de Ulrica Luísa.
Logo após o casamento, tropas do Condado de Hesse-Darmstadt marcharam até Hesse-Homburgo, e ocuparam a cidade de Bad Homburgo, assim como o Castelo de Homburgo. A disputa foi resolvida, e Frederico foi restaurado ao título de conde.
Após a morte do marido em 7 de fevereiro de 1751, a condessa viúva passou a governar como regente, com a permissão do imperador Francisco I do Sacro Império Romano-Germânico, junto ao conde Luís VIII de Hesse-Darmstadt, em nome de seu filho Frederico V, que só tinha três anos à época. Assim, ela conseguiu preservar a soberania do estado de Hesse-Homburgo. 
Ela foi regente até o filho atingir a maioridade, em 1766.
Ulrica Luísa faleceu em 12 de setembro de 1792, aos 61 anos, e foi enterrada no Castelo de Bad Homburgo. 

## Descendência
- Frederico V de Hesse-Homburgo (30 de janeiro de 1748 – 20 de janeiro de 1820), sucessor do pai. Foi casado com Carolina de Hesse-Darmstadt, com quem teve quinze filhos;
- Maria Cristina Carlota Guilhermina (4 de novembro de 1749 – 10 novembro de 1750).